# フスチン
フスチン(Fustin)は、フラボノイドの一種であるフラバノノールに分類される化合物である。ジヒドロフィセチンとも呼ばれる。ハグマノキやウルシに含まれる。
フスチンは、6-ヒドロキシドーパミンに誘導される神経細胞死に対する防護効果を示す。
フィセチンとは異なり、C環に二重結合はない。そのためフスチンはフラバンとなっており、2つのキラル中心、4つの立体異性体を持つ。